# 6358 Chertok
6358 Chertok este un asteroid din centura principală de asteroizi.

## Descriere
6358 Chertok este un asteroid din centura principală de asteroizi. A fost descoperit pe 13 ianuarie 1977 la Observatorul de Astrofizică din Crimeea de Nikolai Cernîh. El prezintă o orbită caracterizată de o semiaxă mare de 2,62 ua, o excentricitate de 0,16 și o înclinație de 11,1° în raport cu ecliptica.